# Nicolas III de Larmessin
Pour les articles homonymes, voir Nicolas de Larmessin.
Nicolas III de Larmessin, parfois désigné comme Nicolas II de Larmessin, né vers 1645 et mort le 18 décembre 1725 à Paris est un graveur et éditeur français installé à Paris.

## Biographie
Fils du marchand libraire Nicolas Ier de Larmessin, il est le frère de Nicolas II de Larmessin, pour lequel il travailla jusqu'à la mort de celui-ci en juillet 1694 puis avec la veuve de Nicolas II, avant de s'installer à son compte.
Il publia plusieurs estampes complétant la série des Costumes grotesques démarrée par son grand frère.
Il est arrêté et enfermé dans la Bastille du 15 novembre 1704 au 29 mars 1705 pour avoir gravé et diffusé Décadence de la France, une caricature représentant Louis XIV et Madame de Maintenon.
Il meurt à 80 ans à Paris le 18 décembre 1725.
Son fils Nicolas IV de Larmessin devint également graveur.